# Alter Kirchturm (Gruiten)

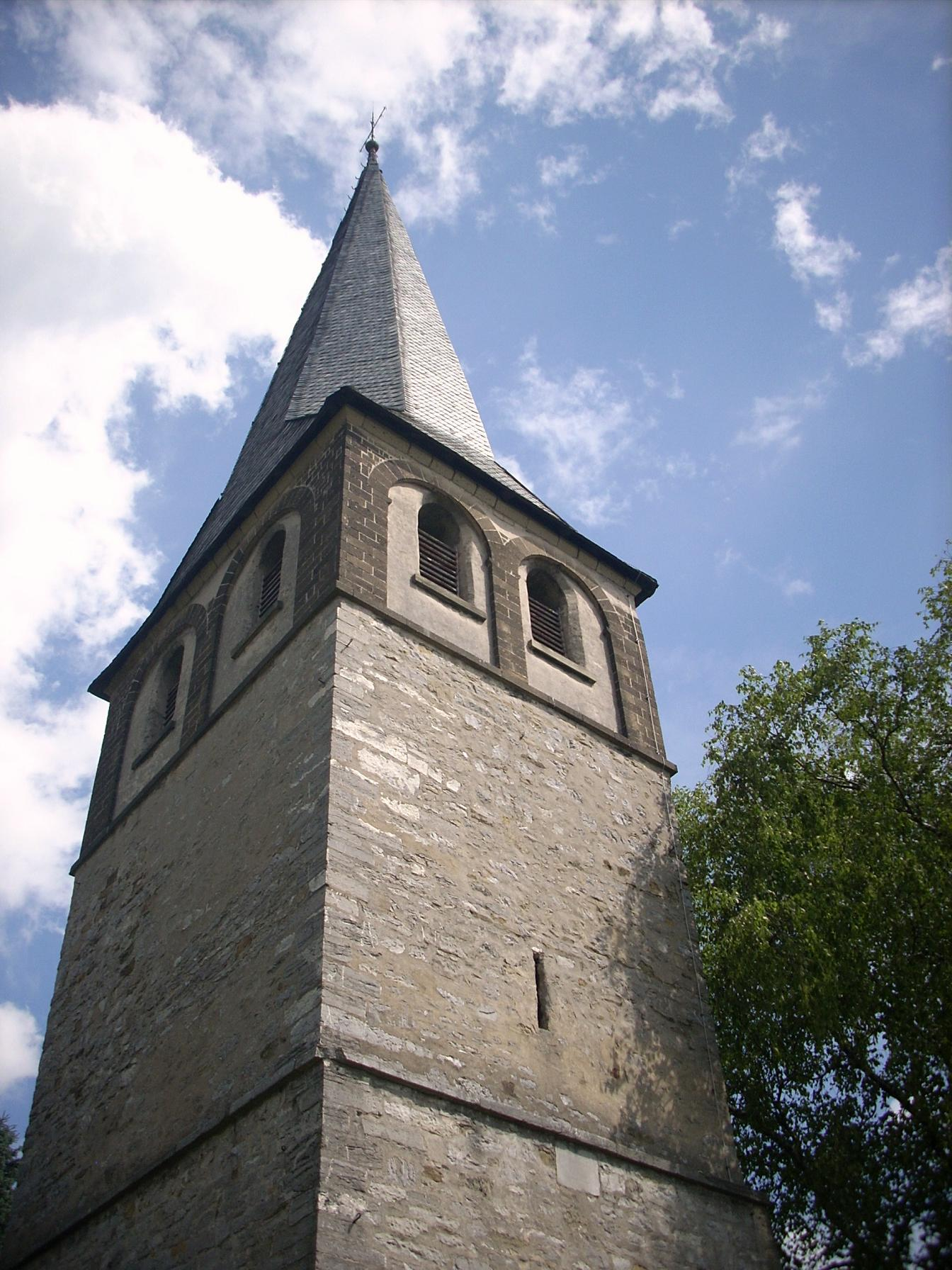
Der alte Kirchturm zu Gruiten

Der Alte Kirchturm ist der Turm der ehemaligen römisch-katholischen Pfarrkirche Alt St. Nikolaus von Gruiten, einem Stadtteil Haans (Kreis Mettmann) in Nordrhein-Westfalen.

## Geschichte

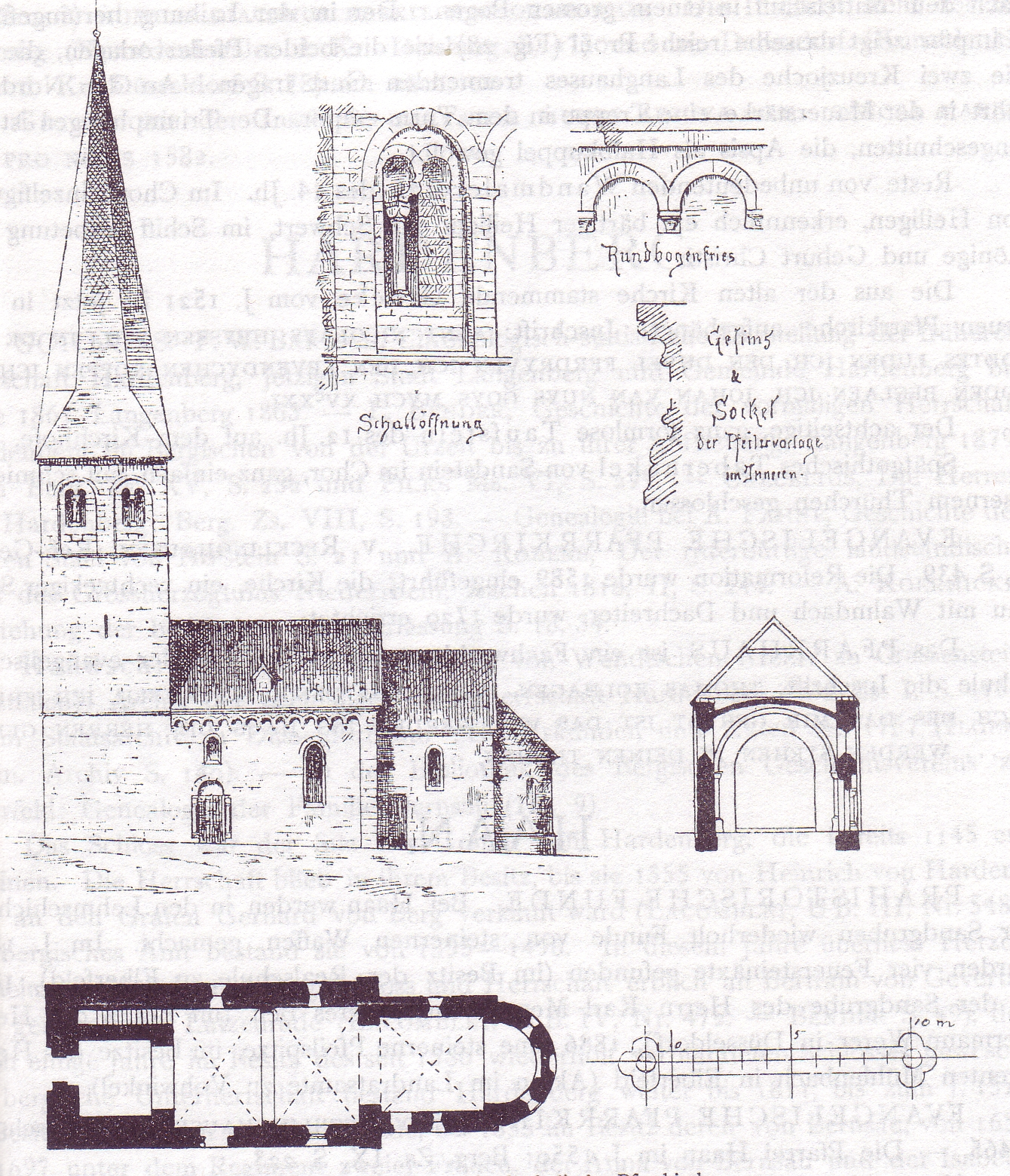
Die alte Kirche

Alt St. Nikolaus entstand in der zweiten Hälfte des 11. Jahrhunderts und wurde um 1300 im liber valoris als capella genannt. Die Kirche gilt als einer der frühesten romanischen Bauten des Bergischen Landes. Die kleine Kirche wurde durch ihren Turm dominiert, der die volle Breite des einschiffigen zweijochigen Langhauses einnahm und in der Seitenansicht mit diesem in einem Verband ohne Trennungslinie gemauert war. An das Langhaus fügte sich ein schmaleres Chorjoch an, dem sich eine Halbkreisapsis anschloss.
Die alte Kirche wurde 1894 bis auf den romanischen Turm niedergelegt. Sie war bereits 1877–79 durch die neoromanische Kirche Neu St. Nikolaus weiter östlich im Ort ersetzt worden. Der Turm ist in den unteren Teilen aus Kohlensandstein errichtet worden und besitzt ein Obergeschoss aus Tuffstein, welches nach jeder Seite je zwei, von großen rundbogigen Blenden eingerahmte Doppelfenster mit Mittelsäule und Würfelkapitell besitzt.
Die Alte Nikolauskirche lag isoliert oberhalb des Dorfes Gruiten. Die an der Kirche vorbeiführende Straße wurde erst im 19. Jahrhundert gebaut. Tatsächlich wurde das Gotteshaus nicht von Ansässigen, sondern von Fremden errichtet. Von ihnen zeugt noch heute die Bezeichnung der Befestigung am südlichen Rand des Friedhofs als „Welschenmauer“. Diese „Welschen“ waren (südeuropäische) Fernhandelskaufleute, die auf der 700 m entfernten Strata Coloniensis, der bedeutendsten frühen Fernverkehrsstraße nach Norden, unterwegs waren und sich in Gruiten einen Stützpunkt unter dem Patronat des Nikolaus von Myra errichtet hatten. Dieser Schutzheilige der Seefahrer und Kaufleute garantierte den Schutz der Kirche in einem Netzwerk von Relaisstationen, die den Karawanen Unterkunft, Verpflegung, aber auch geistlichen Beistand durch eigene Priester sicherten.
Das älteste Zeugnis für diese außerordentliche Stellung der Gruitener Kirche bildet ein das frühe Abgabenverzeichnis des liber Valoris aus dem Jahre 1308, das auf ältere Quellen zurückgeht und für die Nikolauskirche ein Beitragsquantum aufweist, das im Vergleich zur Haaner Kirche mehr als das Elffache des dortigen Abgabensolls betrug. Dementsprechend konnten es sich die finanziell potenten Kaufleute leisten, ihre Kirche in Gruiten, im Gegensatz zu der Haaner Kirche, „in einem Zug“ zu errichten. Den Einwohnern des vergleichsweise ärmlichen und kleinen Dorfes Gruiten wäre ein solches Bauvorhaben in kürzester Zeit nie möglich gewesen.
Erst die Veränderung der Handelswege seit Beginn des 15. Jahrhunderts veränderte die Funktion der Nikolauskirche bei Gruiten. Sie erlitt das Schicksal vieler anderer Nikolauskirchen außerhalb der Dörfer und Städte, die nach und nach zu Begräbniskirchen oder aber,  bei Ausdehnung des Siedlungsbereichs, zu Pfarrkirchen wurden.
Das Alter der Alten Nikolauskirche bei Gruiten wird gelegentlich von Lokalhistorikern bestritten. Dem ist entgegenzuhalten, dass die südlich des Wenaswaldes gelegene Gruitener Kaufmannskirche an der Strata mit der Nikolauskapelle am Werdener Markt korrespondierte. Letztere war die am nördlichen Ausgang des Wenas-Waldes zwischen Gruiten und Werden gelegene nächste Relaisstation. Das Werdener Pendant wurde 1047 geweiht und es nicht davon auszugehen, dass ihre Entsprechung erst mehr als 150 Jahre später errichtet wurde. In der wissenschaftlichen Forschung wird bei der Altersbestimmung von einzelnen Nikolauskirchen unterstrichen, dass man bei den generell spärlichen Zeugnissen der Kaufmannskirchen immer davon ausgehen müsse, dass die frühen Fernstraßen durch ein wohl geordnetes und durchdachtes System erschlossen worden seien. Bei gesicherten Kenntnissen einzelner Glieder in diesem System könne durchaus auch auf das Alter der  übrigen Stützpunkte rückgeschlossen werden.
Insgesamt handelt es sich bei dem Turm der Alten Nikolauskirche um ein überregional bedeutsames Zeugnis der frühen genossenschaftlichen Organisation des europäischen Fernhandels im 11. Jahrhundert, der sich mit dem Patronat des heiligen Nikolaus unter den Schutz der Kirche gestellt hatte.
Im Zuge der Sanierung des Turms im Jahre 2015 hat Felix Droese ein Fenster in der dort befindlichen Kapelle mit Motiven aus dem Leben des heiligen Nikolaus gestaltet.